# Aristolochia rugosa
Espèce
Aristolochia rugosa, la Fleur d'aristoloche, est une espèce de plantes à fleurs  de la famille des Aristolochiaceae. Son aire d'origine s'étend des Petites Antilles à l'est de la Bolivie. C'est une plante grimpante qui pousse principalement dans le biome tropical humide.

## Description
Aristolochia rugosa est une liane grimpante à tige glabre, cylindrique. Ses feuilles sont largement ou étroitement en forme de violon. Ses fleurs sont solitaires. Les fruits sont des capsules cylindriques. La fécondation des fleurs est réalisée par pollinisation croisée, grâce à des diptères (mouches) attirés par l'odeur spécifique des fleurs.

## Toxicité
Les espèces de cette famille contiennent de l'acide aristolochique qui a des propriétés anti-inflammatoires, anti-tumorales, mais est toxique pour les reins. 
.

## Systématique
Le nom correct complet (avec auteur) de ce taxon est Aristolochia rugosa Lam..
Ce taxon porte en français les noms vernaculaires ou normalisés suivants : Liane fer à cheval, Marque-en-coin, Tref, Twef, Liane fer à cheval, Marque-en-coin, Tref, Twef.
Aristolochia rugosa a pour synonymes :
- Aristolochia barbata subsp. barbata
- Aristolochia barbata subsp. benedicti Malme
- Aristolochia barbata subsp. dictyantha (Duch.) Hoehne
- Aristolochia barbata Jacq.
- Aristolochia dictyantha var. schomburgkii (Klotzsch) Duch.
- Aristolochia dictyantha Duch.
- Aristolochia ecaudata DC.
- Aristolochia ecaudata DC. ex Duch.
- Aristolochia eurystoma var. microphylla Duch.
- Aristolochia eurystoma Duch.
- Aristolochia obtusata Sw.
- Aristolochia rugusa Lam.
- Aristolochia rumicifolia R.H.Schomb.
- Aristolochia rumicifolia R.H.Schomb. ex Duch.
- Howardia barbata (Jacq.) Klotzsch
- Howardia lansbergii Klotzsch
- Howardia obtusata (Sw.) Klotzsch
- Howardia schomburgkii Klotzsch